# غونزالو أبان
غونزالو دانيال أبان (من مواليد 11 يونيو 1987) هو مهاجم كرة قدم أرجنتيني، يلعب مع فريق ديبورتيس ليماتشي التشيلي.